# Región de Kigoma
Kigoma  es una de las treinta y una regiones administrativas en las que se encuentra dividida la República Unida de Tanzania. Según el censo de 2012, tiene una población de 2 127 930 habitantes.
Su capital es la ciudad de Kigoma.
La región tiene una superficie de 45.075 km², de la cual 36.523 km² corresponden a tierra firma y 8.552 km² es agua.

## Distritos
Esta región está subdividida internamente en tan solo 4 distritos, a saber:
- Kasulu
- Kibondo
- Kigoma
- Kigoma